# 新見映郎
新見 映郎（にいみ えいろう、1903年7月30日 - 没年不詳）は、日本の俳優である。本名中根 十太郎（なかね じゅうたろう）。

## 人物・来歴
1903年（明治36年）7月30日、福岡県三池郡三池町（現在の大牟田市三池地区）に生まれる。地元の旧制中学校（現在の高等学校に当たる）を卒業、筑後新聞（現在の島原新聞）に入社して文芸部で記者を務め、1917年（大正6年）3月1日に市制を施行した大牟田市役所に勤務した。その間も俳優を志望しており、そのために数回家出を繰り返したとのことである。
1924年（大正13年）、脚本家の寿々喜多呂九平の推薦を得て、牧野省三のマキノ映画製作所に入社、同年4月25日に公開された、寿々喜多脚本、二川文太郎監督、市川幡谷主演による剣戟映画 『情熱の火』に「新見 映郎」の名で出演して、満20歳で映画界にデビューする。同社は同年6月、前年の暮れに設立され、兵庫県西宮市甲陽園の甲陽撮影所を買収して製作を開始した東亜キネマからの合併交渉を受諾、マキノ等持院撮影所は東亜キネマ等持院撮影所と名称を変更、牧野省三は同撮影所長となる。新見は引き続き同撮影所に所属し、三枚目役者として映画に出演する。翌1925年（大正14年）に入ると、所内の反東亜キネマ派の反発を受けて、同所は呼称を「東亜マキノ等持院撮影所」と変更、同年6月には、牧野省三は東亜キネマから独立し、マキノ・プロダクションを興し、御室に撮影所を新設するが、新見は当初、東亜キネマに残留する。1926年（昭和元年）末、高木新平とともに同社を退社、高木が立ち上げた高木新平プロダクションに参加するが、新見の出演作は不明であり、同社は1927年（昭和2年）末に解散し、高木とともにマキノ・プロダクションに移籍した。
1929年（昭和4年）7月25日、マキノ・プロダクションの牧野省三が死去し、長男のマキノ正博がこれを継承したが、同社は1931年（昭和6年）4月24日に公開された『京小唄柳さくら』を最後に製作を停止するが、新見はこれに出演している。正確な時期は不明であるが、その後のある時点で同社を退社、かつてマキノ映画製作所が築いた等持院撮影所を使用する新会社、東活映画社（東活）に移籍、1932年（昭和7年）5月29日に公開された井出錦之助監督の『黒い旋風』に出演している。東活は同年10月に解散したため、新見は、帝国キネマ演芸を改組した新会社、新興キネマに移籍する。その後、マキノ正博が新しく開いたトーキーのための撮影所、マキノトーキー製作所の最末期である1936年（昭和11年）末に、数作出演しているが、翌1937年（昭和12年）4月の同社解散以降、新見の出演記録は見当たらない。没年不詳。

## フィルモグラフィ
すべてクレジットは「出演」である。公開日の右側には役名を記す。公開日の右側には役名、および東京国立近代美術館フィルムセンター（NFC）所蔵等の上映用プリントの現存状況についても記す。同センター等に所蔵されていないものは、とくに1940年代以前の作品についてはほぼ現存しないフィルムである。

### 東亜キネマ等持院撮影所
特筆以外すべて製作は「東亜キネマ等持院撮影所」、配給は「東亜キネマ」である。特筆した「マキノ等持院撮影所」、「東亜マキノ等持院撮影所」とは、実質「東亜キネマ等持院撮影所」と同一であり、名称・呼称を変更したものである。
- 『情熱の火』 : 監督二川文太郎、製作マキノ等持院撮影所、配給マキノ映画製作所、1924年4月25日公開 - デビュー作[1]
- 『荒神山の血煙』 : 監督沼田紅緑、1925年2月6日公開 - 無津の幡造
- 『小悪魔』 : 監督金森万象、製作東亜マキノ等持院撮影所、配給東亜キネマ、1925年3月20日公開
- 『無宿者伝八』 : 監督沼田紅緑、製作東亜マキノ等持院撮影所、配給東亜キネマ、1925年3月27日公開 - 手代仙吉
- 『心中宵待草』 : 監督衣笠貞之助、製作東亜マキノ等持院撮影所、配給東亜キネマ、1925年5月8日公開 - お源の甥又三郎
- 『或る殿様の話』 : 監督二川文太郎、製作東亜マキノ等持院撮影所、配給東亜キネマ、1925年5月29日公開 - 肴屋の三太
- 『徳十と仙吉』 : 監督竜造寺淳平、1925年10月20日公開 - 藤太
- 『南蛮寺の怪人 前篇』 : 監督長尾史録、1925年12月31日公開 - その手下鮟鱇の重

### マキノ・プロダクション御室撮影所
すべて製作は「マキノ・プロダクション御室撮影所」、配給は「マキノ・プロダクション」である。
- 『神州天馬侠 第一篇』 : 監督曾根純三、1928年2月3日公開 - 泣虫蛾次郎
- 『神州天馬侠 第二篇』 : 監督曾根純三、1928年4月27日公開 - 泣虫蛾次郎
- 『首斬地蔵』 : 監督中島宝三、1928年6月1日公開 - 乾分源吉
- 『噫山東』 : 監督吉野二郎、1928年6月29日公開 - 権助
- 『蹴合鶏』 : 監督マキノ正博、1928年6月29日公開 - 槍持
- 『神州天馬侠 第三篇』 : 監督吉野二郎、1928年7月27日公開 - 泣虫蛾次郎
- 『新聞』 : 監督三上良二、1928年9月21日公開
- 『神州天馬侠 第四篇』 : 監督吉野二郎、1928年9月21日公開 - 泣虫蛾次郎
- 『崇禅寺馬場』 : 監督マキノ正博、1928年11月14日公開
- 『大学のイーグル 第二篇』 : 監督川浪良太、1928年12月31日公開
- 『大学のイーグル 第三篇』 : 監督川浪良太、1929年1月20日公開 - 黒井機夫
- 『水戸黄門 東海道篇』 : 監督中島宝三、1929年2月1日公開 - 小波平助
- 『大安日』 : 監督川浪良太、1929年2月15日公開 - 板の間かせぎ、22分尺で現存（NFC所蔵[9]）
- 『元和豪侠伝』 : 監督金森万象、1929年3月8日公開 - 佐土原一作
- 『川浪良太小品集の七 微笑』 : 監督川浪良太、1929年10月4日公開 - 主演
- 『西南戦争』 : 監督中島宝三、1929年10月4日公開 - 韋駄天三次
- 『国定忠次の遺児』 : 監督二川文太郎、1929年10月17日公開 - 馬鹿やす
- 『剣士弥源太』 : 監督人見吉之助、1929年10月17日公開 - 頼りない侠客
- 『早慶戦時代』 : 監督川浪良太、1929年11月15日公開 - 慶応ファン魚清
- 『奴浪人』 : 監督中島宝三、1929年11月22日公開 - 町医幸斎
- 『永公の死』 : 監督稲葉蛟児、1929年11月23日公開
- 『露路裏の鼠賊』 : 監督金森万象、1929年11月28日公開 - 雀のボン公
- 『相馬の金さん』 : 監督阪田重則、1930年1月31日公開 - 職人金公
- 『俺は天才』 : 監督滝沢英輔、1930年2月7日公開 - 事務員 新井
- 『二刀流遍路 後篇』 : 監督勝見正義、1930年3月28日公開 - どろん安
- 『学生三代記 天保時代』 : 監督阪田重則・松田定次・三上良二、1930年4月10日公開
- 『学生三代記 昭和時代』 : 監督マキノ正博・川浪良太・滝沢英輔、1930年4月10日公開、16分尺で現存（NFC所蔵[9]）
- 『砲声轟く』 : 監督三上良二、1930年5月23日公開
- 『藤馬は強い』 : 監督勝見正義、1930年6月20日公開 - 塩谷春次郎
- 『スタヂオ殺人事件』 : 監督水上譲太郎、1930年8月29日公開 - 道具方
- 『恋寝刃 伊勢音頭』 : 監督勝見正義、1930年8月29日公開 - 喜多六
- 『アイスクリーム』 : 監督滝沢英輔、1930年9月5日公開
- 『快男子』 : 監督柏木一雄、1930年12月19日公開
- 『続お洒落狂女』 : 監督吉野二郎、1930年12月19日公開 - 旅の者
- 『人形になった女』 : 監督人見吉之助、1931年1月22日公開
- 『血ろくろ伝記 前篇』（『血ろくろ傳奇』） : 監督金森万象、1931年3月6日公開 - 藤吉の子分 三太、65分尺で現存（NFC所蔵[9]）
- 『背広の弥次喜多』 : 監督人見吉之助、1931年3月27日公開
- 『京小唄柳さくら』 : 監督金森万象、1931年4月24日公開

### 東活映画社
すべて製作・配給は「東活映画社」である。
- 『黒い旋風』 : 監督井出錦之助、1932年5月29日公開
- 『海軍士官』 : 監督石原英吉、1932年6月24日公開
- 『助太刀辻講釈』 : 監督滝沢英輔、1932年7月28日公開 - 此村用人
- 『カポネ再現』 : 監督久保義郎、1932年9月8日公開

### 新興キネマ
特筆以外すべて製作・配給は「新興キネマ」である。後半の「新興キネマ京都撮影所」とは、従来の「新興キネマ」と同一であり、「新興キネマ東京撮影所」新設により名称を変更したものである。
新興キネマ
- 『征けよ熱河へ』 : 監督清涼卓明、1933年3月8日公開
- 『春雪女歌舞伎』 : 監督広瀬五郎、1933年4月27日公開 - 道化師紋兵衛
- 『出世二人侍』 : 監督村田正雄、1933年6月15日公開 - 老僕
- 『遊侠三下気質』 : 監督村田正雄、1933年6月22日公開 - 目玉の丁次
- 『南海の激浪』 : 監督押本七之助、1933年7月27日公開 - 医者竹庵
- 『半次月夜の唄』 : 監督松田定次、1933年8月3日公開 - 半次の弟分ペイペイの按公
- 『左門恋日記』 : 監督広瀬五郎、1933年8月15日公開 - 建具屋六助
- 『秋祭深川音頭』 : 監督押本七之助、1933年9月7日公開 - 灘屋の番頭佐十郎
- 『ひよどり草紙 後篇』 : 監督曾根純三、1933年12月7日公開 - 薬売現六
- 『おさだの仇討』 : 監督石田民三、1933年12月20日公開 - 目明かし助七
- 『伊達事変』 : 監督渡辺新太郎、1934年2月15日公開 - 下僕浅吉
- 『日の丸の子』 : 監督寿々喜多呂九平、1934年2月22日公開 - 山川新吾
- 『猿飛佐助』 : 監督曾根純三、1934年2月22日公開 - 殿様
- 『恋の絵日傘』 : 監督寿々喜多呂九平、1934年3月21日公開 - 馬場次郎兵衛
- 『奇骨変骨』 : 監督押本七之助、1934年4月19日公開 - 医者順庵
- 『水戸黄門 前篇』 : 監督押本七之助、1934年5月29日公開 - 忠僕留助
- 『おせん』 : 監督石田民三、1934年5月31日公開 - 鬼佐吉
- 『水戸黄門 後篇』 : 監督押本七之助、1934年7月5日公開 - 忠僕留助
- 『細君ネロ 家庭争議の巻』 : 監督川手二郎、1934年7月14日公開 - 神主のチビ氏
- 『肥後の駒下駄』 : 監督藤田潤一、1934年7月26日公開 - 秀の万吉
- 『玉菊燈籠』 : 監督木村恵吾、1934年8月22日公開 - 清元の弟子
- 『熱風』 : 監督内田吐夢、1934年10月17日公開
- 『狼隊の少年』 : 監督藤田潤一、1934年12月18日公開 - 日下部三次

新興キネマ京都撮影所
- 『春姿娘道中』 : 監督東坊城恭長、1935年1月10日公開 - 社長
- 『お江戸春化粧』 : 監督石田民三、1935年1月26日公開 - 地廻り辰公
- 『陽炎』 : 監督広瀬五郎、1935年2月14日公開 - 掏摸日向の金平
- 『鼻唄奇兵隊』 : 監督金田繁、製作新興キネマ東京撮影所、配給新興キネマ、1935年2月28日公開 - 浪人瀬戸則介
- 『福寿草』 : 監督川手二郎、製作新興キネマ東京撮影所、配給新興キネマ、1935年3月7日公開 - 碁敵のおじさん（碁敵の老人）、67分尺で現存（NFC所蔵[9]）
- 『ヒュッテの一夜』 : 監督落合吉人・西鉄平、1935年4月11日公開 - 文子の父
- 『恋慕草鞋』 : 監督押本七之輔（押本七之助）、1935年5月15日公開 - 乾分新吉
- 『剣客商売』 : 監督土肥正幹、1935年8月22日公開 - 北山久六、12分の断片が現存（NFC所蔵[9]）
- 『梧桐の唄』 : 監督石田民三、1935年10月10日公開
- 『右門捕物帖 花嫁地獄変』 : 監督二川文太郎、製作嵐寛寿郎プロダクション、配給新興キネマ、1935年11月16日公開 - 乾分安公
- 『風流奴髭』 : 監督松田定次、1935年12月14日公開 - 仲間三太
- 『春色五人女』 : 監督石田民三、1936年1月10日公開 - 近衆
- 『快傑黒頭巾 前篇』 : 監督渡辺新太郎、1936年3月21日公開 - 赤鬼の乾分三太
- 『快傑黒頭巾 後篇』 : 監督渡辺新太郎、1936年4月29日公開 - 赤鬼の乾分三太

### マキノトーキー製作所
特筆以外すべて製作・配給は「マキノトーキー製作所」である。
- 『赤垣源蔵 徳利の別れ』 : 監督マキノ正博、1936年12月13日公開 - 千葉三郎兵ヱ 特別出演、38分尺で現存（NFC所蔵[9]）
- 『二階の花嫁』 : 監督久保為義、1937年1月31日公開 - 伯母さん
- 『女左膳 第一篇 妖火の巻』 : 監督中川信夫・マキノ正博、1937年2月14日公開
- 『戦國時代』 : 監督松田定次、製作協同映画製作所、1937年製作 - 村の若者[4]
- 『遊侠太平記』 : 監督牧陶六（マキノ正博）、製作マキノトーキー製作所、配給日活、1937年8月5日公開 - スリの三吉[4]